# Otto von Herff

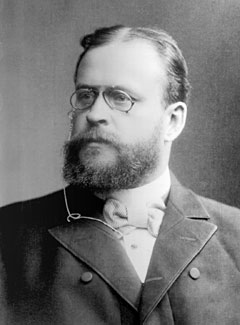
Otto von Herff

Otto von Herff

 Otto Balduin Wilhelm von Herff (* 15. Juni 1856 in Toluca, Mexiko; † 30. April 1916 in Basel, Schweiz) war ein deutscher Arzt und Professor für Gynäkologie der Universität Basel.

## Familie
Otto von Herff war der Enkel des Gutsbesitzers und großherzoglich hessischen Geheimrats Christian von Herff (1784–1853), Regierungsrat (Gerichtsrat) am hessischen Oberappellations- und Kassationsgericht, Herr auf Neutsch i. Odenwald und der Elisabeth Freiin von Meusebach (1795–1871) aus Dillenburg und Sohn des Balduin Heinrich Wilhelm Karl von Herff (* Darmstadt 19. Februar 1829 † 3. November 1876 ebenda) und der Rosa Schacht (1829–1909).
Otto von Herff war zwei Mal verheiratet. Seine erste Frau verstarb an einer Herzerkrankung. Danach heiratete er die Witwe Cecilie geb. von Salis.

## Leben
Otto von Herff besuchte zunächst Schulen in Mexiko-Stadt, wo sein Vater an der Medizinischen Schule lehrte. 1868 kam er nach Deutschland, in Darmstadt besuchte er das Ludwigsgymnasium.
Nach der Reifeprüfung (1875) studierte von Herff Medizin an der Universität Bonn Medizin. 1879 erhielt er die Approbation und promovierte zum Dr. med. 1880/81 volontierte von Herff an den Universitätskliniken in München, Wien, Berlin, Kiel, Straßburg und Heidelberg. Militärdienst leistete er nur kurz, da er als nicht felddiensttauglich ausgemustert wurde. Im Mai 1881 erhielt von Herff eine Stellung als Assistenzarzt an der chirurgischen Universitätsklinik Gießen. 1882 ließ er sich in Darmstadt als Arzt nieder. Wenig später wurde ihm die Stelle des dirigierenden Arztes am Darmstädter Elisabethstift übertragen. 1889 habilitierte er sich an der Universität Halle mit der Schrift Beiträge zur Lehre der Galaktorrhoe für das Fach Gynäkologie und Geburtshilfe und wurde Erster Assistent an der Frauenklinik. 1892 vertrat er den erkrankten Rudolph Kaltenbach in der Leitung der Frauenklinik, 1894 erhielt von Herff den Professorentitel. Da das Preußische Kultusministerium die Ernennung von Herffs zum besoldeten außerordentlichen Professor ablehnte, nahm er 1901 einen Ruf nach Basel an. Dort war er ordentlicher Professor und Direktor Universitätsfrauenklinik. Von Herff verfasste einen umfangreichen Grundriss der geburtshülflichen Operationslehre (1894) und plädierte öffentlich für eine gründlichere Ausbildung der Ärzte auf dem vernachlässigten Gebiet der Geburtshilfe und Gynäkologie. Neben wissenschaftlichen Schriften, etwa über die Behandlung von Nachgeburtsblutungen und Scheidenmykosen, ließ er mehrere seiner kämpferisch gehaltenen Vorträge drucken, so sein „Mahnwort an die Ärzte“ zum Kampf gegen das Kindbettfieber (1908). Außerdem war er Mitherausgeber der Enzyklopädie der Geburtshilfe und Gynäkologie (1900).

## Schriften (Auswahl)
- Berichtigung und Erwiederung. In: Centralblatt für Gynäkologie. Band 10, Nr. 38, 18. September 1886, S. 617–619.